# Konturen (Album)
Konturen ist das sechste Studioalbum von Johannes Oerding. Es erschien am 8. November 2019 bei Columbia Records.

## Entstehung
Der Entstehungsprozess des Albums gestaltete sich für Oerding schwierig. Er sagte dazu:

„Dieses Mal hatte ich größere Probleme damit, weil ich im Zuge des vielen Live-Spielens und des Erfolgs der letzten Platte vergessen habe, mir zwischendurch Notizen zu machen und mit dem Schreiben anzufangen. Das hatte ich alles so weggetörft, wie wir in Norddeutschland sagen. Irgendwann bekam ich regelrecht Panik, denn ich hatte noch gar keine Idee. Ich dachte, mir fällt nichts mehr ein, ich habe keinen Output mehr und ich höre auf.“

Schließlich fiel ihm bei einem Gastspiel in der Türkei die Melodie von An guten Tagen ein, was den Startschuss für die Albumproduktion darstellte. Das Album hat laut Oerding auch „sozialkritische Ansätze“. Er spricht sich etwa gegen Fremdenfeindlichkeit aus.

## Rezeption
Das Album erreichte als erstes von Oerding Platz eins der deutschen Albumcharts. Zudem erreichte es Platz acht in der Schweiz und Platz 18 in Österreich. An guten Tagen, das bereits im März 2019 als erste Single veröffentlicht wurde, erreichte in Deutschland Platz 45 und in der Schweiz Platz 85 der Charts.

## Titelliste
1. An guten Tagen – 3:17
2. Alles okay – 3:28
3. Blinde Passagiere – 4:10
4. Anfangen – 3:09
5. Unter einen Hut – 3:25
6. Anfassen – 4:03
7. Ich hab dich nicht mehr zu verlier’n – 5:47 (feat. Ina Müller)
8. Besser als jetzt – 4:11
9. K.O. – 3:41
10. Vielleicht im nächsten Leben – 3:44
11. All In – 3:58
12. Wenn du gehst – 3:14
13. Benjamin Button – 3:41